# چهل‌زینه

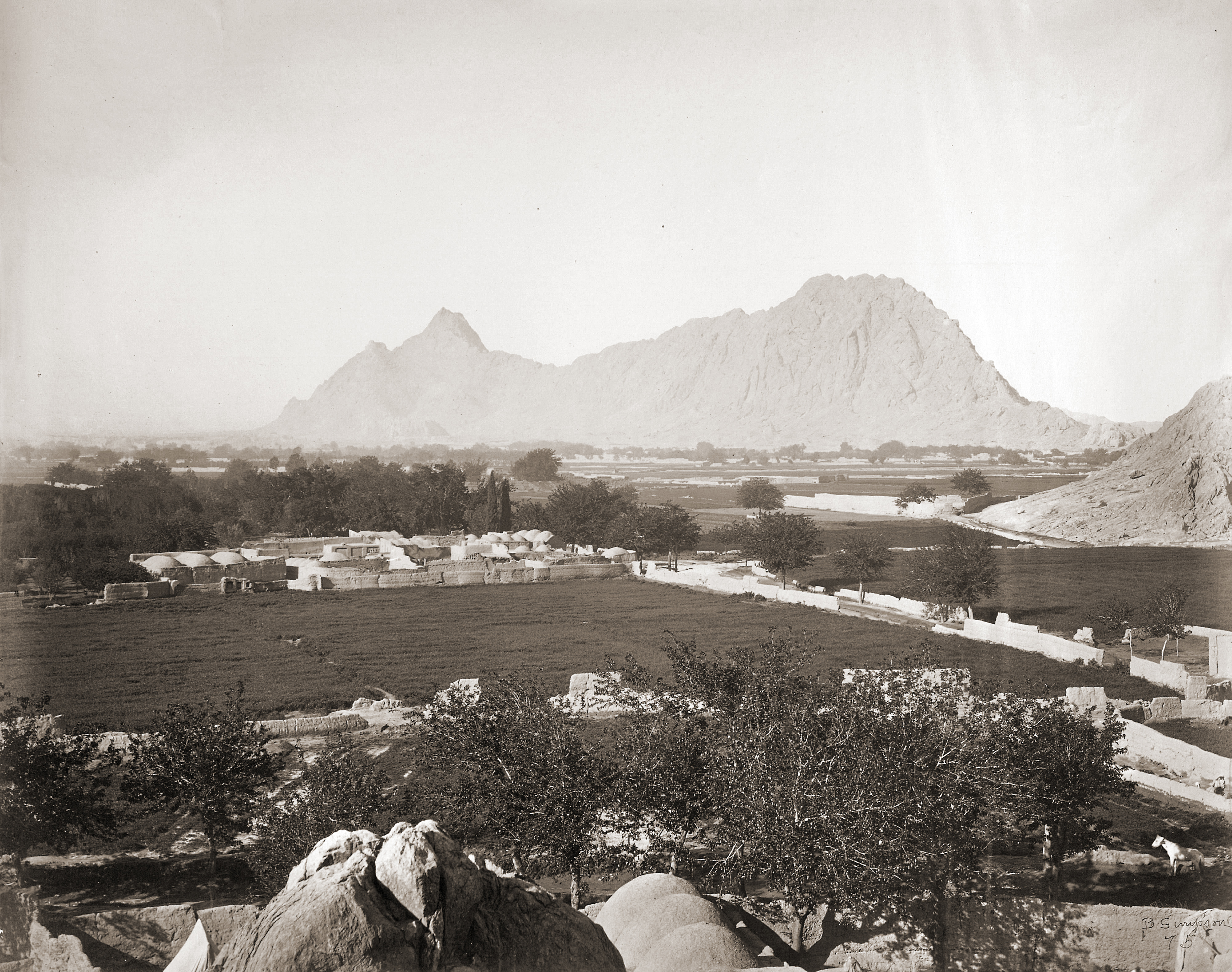
چشم‌انداز کوه چهل‌زینه از دَند.

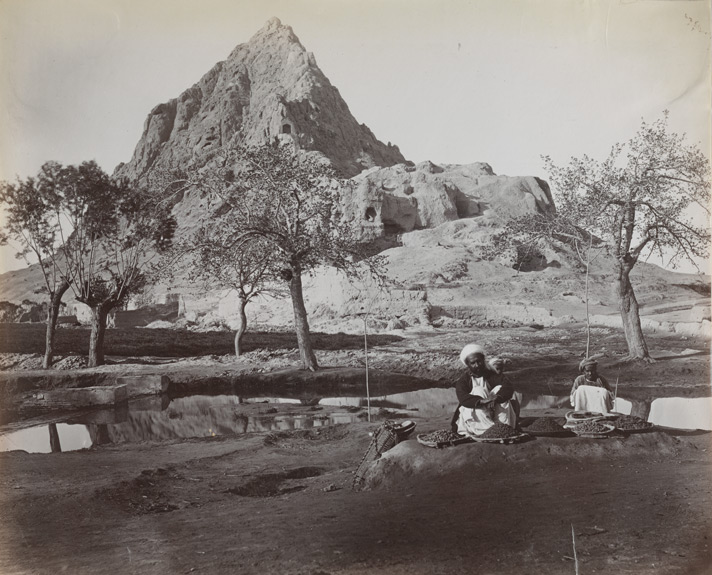
کوه چهل‌زینه. عکس از سال ۱۸۸۱ میلادی. راهی با چهل‌پله در این کوه به اتاقی غارمانند می‌رسد که سنگ‌نوشته‌ای به فارسی در آن حکایت از تکمیل ساخت این اتاق در زمان بابر، پادشاه گورکانی دارد.

چل‌زینه یکی از اماکن دیدنی شهر قندهار افغانستان است که بر روی کوهی «چهل زینه» یکی از جاذبه‌های تاریخی و فرهنگی افغانستان است که در دوران ظهیرالدین محمد بابر احداث شده‌است.
این بنا در سمت غرب شهر قندهار بر فراز کوه قیتول «سر پوزه»، طاق سنگی تراشیده شده با ۴۴ بته زینه در بین مردم به چهل زینه معروف است. نام اصلی چهل زینهٔ قندهار (رواق جهان‌نما) می‌باشد که در کتیبه‌های داخل رواق به این نام درج گردیده‌است.
نوع معماری اصیل اسلامی و هندی که در ساخت این طاق یا رواق استفاده‌شده به آن  زیبایی  بخشیده‌است. موقعیت جغرافیایی این طاق در مکانی سرسبز و نزدیک به [رود ارغنداب] واقع شده که بر زیبایی این مکان تاریخی افزوده‌است. نام دیگر این طاق «چهل پله» می‌باشد.
این بنا تاریخی که «فاروق انصاری» محقق و پژوهشگر افغانستانی از آن با نام «پیش طاق» نیز یاد کرده‌است، به دستور ظهیرالدین محمد بابر بنیان‌گذار سلسله حاکمان «بابری» بتاریخ ۱۳ شوال سال ۹۲۸ پس از فتح دوم قندهار احداث گردید و کار ساخت آن در سال ۹۵۳ قمری پس از ۲۵ سال با وقفه خاتمه پیدا کرد. حصار و کتاره‌های دو طرف زینه در زمان امان‌الله خان و بدستور خانم او، ملکه ثریا ساخته شده‌است.
هر چند این بنا از نظر سوابق تاریخی در مقایسه با دیگر آثار باستانی قندهار از قدمت زیادی برخوردار نیست ولی از این جهت که منطقه بسیار زیبا و مشرف بر رودخانه «ارغنداب» و اکثر باغ‌ها و مزارع کشاورزی است، جایی دیدنی و خاطرانگیز است.
نظر به محاسبه که نمودم کار زینه در مدت ۲۵ سال ۸۰ نفر سنگ‌تراش با وقفه‌های مختلف به اتمام رسانده‌اند و در آنجا کتیبه را بنام «فردوس مکانی بابرشاه»، «میرزا کامران»، «میرزا عسکری» و «میرزا هندال» که صاحبان قندهاذ بودند نوشته شده‌است، و چون پادشاه آنجا تشریف حضور نداشت، اسما پسرانش و صاحبان قندهار منقوش گردیده‌است.
. بعد از مرگ بابر که همایون در هند بسلطنت رسید (۹۳۷ ق. مطابق ۱۵۳۰ م) قندهار میدان رقابت صفوی‌ها و کورگانیان شد قندهار دست بدست آن‌ها می‌گشت. وقایع دوران همایون از همین سبب در چهل زینه ثبت نیست. چنانچه در این مورد، کتیبهٔ در دیوار غربی رواق مذکور وجود دارد به شرح ذیل:
«و در حینیکه رایات کشور ستانی جنت آشیانی محمد همایون نادرشاهٔ غازی طیب الله ثراء رجعل الجنته محوا بمیامن توقعات ربانی و تائیدات سبحانی تسخیر دهلی نمود دیار قندهار از تصرف این دودمان بیرون رفت. 
دچهل زینه نوشته‌هایی به خط نستعلیق و به زبان فارسی دیده می‌شود. چهل زینه رواقی است به سمت شمال که از ۳ قسمت تشکیل شده‌است: 
قسمت داخلی، خود رواق سرپوشیده است که مستطیل شکل به طول ۳ متر، عرض و ارتفاع ۲ متر می‌باشد. چند کتیبه با متن واقعه نگاری به زبان فارسی، بدون تزیین هندسی و نباتی که معمولاً در ابدات (میراث فرهنگی) میراث دورهٔ اسلامی دیده می‌شود در آن کار نشده‌است.
بخش دیگر بیرون از رواق است که به صورت تخت یا صفحه‌ای سرگشاده به طول ۵ متر و عرض۴ متر در پیش روی رواق کنده شده‌است. دومجسمهٔ شیرنما در دوکنار بیرونی رواق مذکور سمبولی از عظمت، شکوه و ابهتی رواق است.
بخش سوم، به صورت نردبان می‌باشد که با ۴۴ پله، تخت را به قسمت پایین دامنهٔ کوه وصل می‌کند.
بر اثر جنگ‌های چندین ساله بعضی از قسمت‌های داخلی و خارجی چهل زینه تخریب شده که بخش‌هایی از آن به صورت عمدی مورد اصابت گلوله قرار گرفته‌است، که اگر به این مکان تاریخی توجه نشود بر اثر تردد بازدید کنندگان و روشن کردن آتش در معرض خطر جدی قرار دارد. درین اوخر دولت کتاره‌های دو کنار آن را دوباره احیا نموده‌است.
.
در حمله دوم بر قندهار پوزه کوه سرحد میان دولت ایران و هند بود. گویند هر شب سربازان را غرض پهره به پوزه می‌گماشت فردا به جنازه ان روبرو می‌شد. تا آنکه سربازان گوشه پیراهن را با هم گره نموده قسم نمودن که از خود دفاع می‌نمایند. همین سربازان موفق گردید. بنابراین علت بابر شاه در پوزه بخاطر جانسپاری سربازان بنا رواق را که به پهره دار خانه شباهت دارد بنا نمود؛ و دهن درواز رواق داخلی مجسمه دوشیر را که معنی عظمت را نشان می‌دهد منقوش نمود. گویند در نزدیکی این مکان کتیبه از اوشوکا پیدا که به خط آرامی نوشته شده‌است در سال ۱۹۶۳ پیدا شده.
.

## پارک چهل زینه
داکتر توریالی؛ ویسا والی پیشین  قندهار امروز در یک مراسم خاص پارک چهل زینه را در این ولایت افتتاح کرد.
دفتر مطبوعاتی قندهار، این پارک در مساحت ۴۰ جریب زمین در شهر قندهار به ارزش ۴ میلیون دالر از سوی شهرداری این ولایت ساخته شده‌است.
آقای ویسا افزود که این پارک از پول مالیات مردم که به شهرداری پرداخته‌اند، ساخته شده‌است.